# زمان‌بندی جامعه‌شناسی
زمان‌بندی جامعه‌شناسی (به انگلیسی: Timeline of sociology) یک جدول زمانی جامعه‌شناسی است. هر مدخل فهرستی از آثار مهم منتشر شده در آن دهه را نشان می‌دهد.
- دهه ۱۸۱۰ در جامعه‌شناسی
- دهه ۱۸۲۰ در جامعه‌شناسی
- دهه ۱۸۳۰ در جامعه‌شناسی
- دهه ۱۸۴۰ در جامعه‌شناسی
- دهه ۱۸۵۰ در جامعه‌شناسی
- دهه ۱۸۶۰ در جامعه‌شناسی
- دهه ۱۸۷۰ در جامعه‌شناسی
- دهه ۱۸۸۰ در جامعه‌شناسی
- دهه ۱۸۹۰ در جامعه‌شناسی
- دهه ۱۹۰۰ در جامعه‌شناسی
- دهه ۱۹۱۰ در جامعه‌شناسی
- دهه ۱۹۲۰ در جامعه‌شناسی
- دهه ۱۹۳۰ در جامعه‌شناسی
- دهه ۱۹۴۰ در جامعه‌شناسی
- دهه ۱۹۵۰ در جامعه‌شناسی
- دهه ۱۹۶۰ در جامعه‌شناسی
- دهه ۱۹۷۰ در جامعه‌شناسی
- دهه ۱۹۸۰ در جامعه‌شناسی
- دهه ۱۹۹۰ در جامعه‌شناسی
- دهه ۲۰۰۰ در جامعه‌شناسی
- دهه ۲۰۱۰ در جامعه‌شناسی